# Новоникольское (Волгоградская область)
Новонико́льское — село в Быковском районе Волгоградской области России, единственный населённый пункт и административный центр Новоникольского сельского поселения.
На начало XX столетия, село Царевского уезда Астраханской губернии Ново-Никольское (Соляное, Солёный Ерик, Соляный-Ерик).

## География
Село расположено на левом берегу Волги (Волгоградского водохранилища), в Заволжье. Районный центр — рабочий посёлок Быково, расположен в 68 километрах северо-восточнее (вверх по течению), по трассе путь составляет около 76 км. В 6 километрах восточнее села проходит трасса Р226.

## История
В некоторых источниках указано, что село было основано крестьянами из села Никольского Моршанского уезда Тамбовской губернии, которые покинули свой дом после бунта весной 1868 года.
Между тем, уже в 1859 году во втором стане Царевского уезда было казённое село Новоникольское (оно же — Соляное, Соляной ерик), в селе — православная церковь. В 1910—1913 годах в Царевском уезде Астраханской губернии находилась Ново-Никольская волость с центром в селе Ново-Никольское. 8 декабря 1921 году ВЦИК принял постановление «Об утверждении Николаевского уезда Царицынской губернии». В 1921 году в Ленинском уезде была Новоникольская волость.
Постановлением ВЦИК, от 25 января 1935 года, «О новой сети районов Сталинградского края и улусов Калмыцкой автономной области» (протокол № 1 заседания ВЦИК, ст. 19) было утверждено разукрупнение районов. Постановлением президиума Сталинградского крайисполкома от 29 января 1935 года была определена территория районов. Пролейский район с центром в Луговой Пролейке был образован из территорий Николаевского и Дубовского районов. По состоянию на 1960 год в Приморском районе находился в том числе и Новоникольский сельский совет.
На основании Указа Президиума Верховного Совета РСФСР от 1 февраля 1963 года «Об укрупнении сельских районов и изменении подчиненности районов и городов Волгоградской области» и решения исполкома Волгоградского областного Совета депутатов трудящихся от 7 февраля 1963 года № 3/55 территория Приморского района вошла в состав Среднеахтубинского района Волгоградской области. По состоянию на 1 января 1964 год село Новоникольское являлось центром Новоникольского сельсовета в составе Среднеахтубинского района.
Решением исполнительного комитета Волгоградского областного совета депутатов трудящихся от 18 января 1965 года № 2/35 «Об образовании Быковского, Иловлинского, Киквидзенского, Кумылженского и Светлоярского района Волгоградской области» в соответствии с Указом Президиума Верховного Совета РСФСР от 12 января 1965 года «Об изменениях в административно-территориальном делении Волгоградской области» за счёт разукрупнения Николаевского и Среднеахтубинского районов в Быковский район вошёл в том числе и Новоникольский сельский совет, оставался в таком качестве до создания сельских поселений.

## Население
Динамика населения села Новоникольское:
| Год     | 1861 | 1897 |
| ------- | ---- | ---- |
| Жителей | 2815 | 5128 |
| Мужчин  | 1400 | 2541 |
| Женщин  | 1415 | 2587 |
| Дворов  | 307  |      |

| 2010  | 2012  | 2013  | 2014  | 2015  | 2016  | 2017  |
| ----- | ----- | ----- | ----- | ----- | ----- | ----- |
| 1879  | ↘1840 | ↘1819 | ↘1797 | ↘1774 | ↘1769 | ↘1750 |
| 2018  | 2019  | 2020  | 2021  |       |       |       |
| ↘1718 | ↘1713 | ↘1683 | ↘1660 |       |       |       |

### Известные жители
- Пухов, Михаил Павлович (1905—1950) — полный кавалер ордена Славы.
- Шурухин, Павел Иванович (1912—1956) — дважды Герой Советского Союза (1943 год, 1945 год), генерал-майор (1953 год).

## Инфраструктура
В селе есть магазины, газопровод, средняя общеобразовательная школа (на 2011 год обучалось 149 человек), отделение почтовой связи 404076.
Больница упразднена.